# سن کارلوس د ریو نگرو
سن کارلوس د ریو نگرو (به اسپانیایی: San Carlos de Río Negro) یک شهر در ونزوئلا است که در Río Negro واقع شده‌است. سن کارلوس د ریو نگرو ۱٬۲۰۰ نفر جمعیت دارد و ۶۵ متر بالاتر از سطح دریا واقع شده‌است.